# Himmel, wir erben ein Schloß!
Himmel, wir erben ein Schloß! ist ein 1942 entstandener deutscher Spielfilm von Peter Paul Brauer mit Anny Ondra und Hans Brausewetter in den Hauptrollen als Schlossbesitzerehepaar. Die Geschichte basiert auf Hans Falladas Roman Kleiner Mann – großer Mann, alles vertauscht (1940).

## Handlung
Karla und Max Schreyvogel haben eine Tochter namens Eduarda, die sie nur deshalb so genannt haben, um sich beim Erbonkel Eduard Schreyvogel, einem vermögenden Guts- und Schlossbesitzer, lieb Kind zu machen. Normalerweise nennen sie das Mädchen „Mücke“. Nur wenn sie etwas ausgefressen hat, wird „Mücke“ streng „Eduarda“ gerufen. Als die Schreyvogels anlässlich Eduardas Geburtstag einen Landausflug unternehmen, lernen Karla und „Mücke“ Georg Kalübbe und dessen Braut Leonore Kantner kennen, während Max, Angestellter bei einer landwirtschaftlichen Genossenschaftsbank, den Trip dazu nutzt, Außenstände säumiger Kreditkunden einzutreiben. Kalübbe leitet das Gut des verstorbenen Erbonkels und lädt die Schreyvogels dazu ein, das prächtige Anwesen des nahen Verwandten zu besichtigen. Das Rittergut Gaugarten ist bislang noch keinem von Eduards zahlreichen Neffen zugesprochen worden, und das, obwohl alle Neffen in einschmeichelnder Weise ihre Kinder Eduard bzw. Eduarda genannt haben. Die Entscheidung, wer das Schloss erben wird, entscheidet ein großer Zufall: denn tatsächlich nennt Max, offensichtlich im Gegensatz zu seinen Brüdern, „Mücke“ in Anwesenheit des Notars Justizrat Steppe regelmäßig Eduarda, weil er sich an diesem Tag mehrfach über das vermeintlich ungezogene Kind ärgert. Damit hat er die Voraussetzung einer Erbberechtigung erfüllt, die der tote Onkel Eduard in seinem Testament verfügt hatte.
Zwar hat der verblichene Erbonkel stets behauptet, dass Geld nicht glücklich machen würde, doch Max sieht dies angesichts des Erbes, das rund sechs Millionen Mark umfasst, erwartungsgemäß anders. Max kündigt seine bisherige Stelle und versucht sich als neuer Schlossherr in den landwirtschaftlichen Betrieb einzubringen. Da er davon jedoch keine Ahnung hat, lässt Gutsverwalter Kalübbe ihn mit seinen Änderungswünschen regelmäßig auflaufen. Karla hingegen hat mehr Fortüne mit ihren Ideen und Vorschlägen. Dies führt bei Max erst zu Unbehagen, dann zur Eifersucht. Prompt glaubt er, dass seine Karla eine Affäre mit Georg haben müsse, so wie er ihr alles Mögliche durchgehen lässt. Max bandelt daraufhin mit Leonore an, die jedoch nur deshalb auf dieses Spiel eingeht, weil sie sich von Kalübbe getrennt hat, um einen wohlhabenden Gönner zu suchen, der ihrem Vater, dem verarmten Gutsbesitzer Kantner, finanziell aus der Patsche helfen kann. Kantner, der sein Gut Paulshof in den Bankrott gewirtschaftet hat, will, dass Leonore einen wohlhabenden Ehemann findet. Als Max von Georg die Zusammenhänge erfährt, bringt er ihn und Leonore wieder zusammen, sodass dieser, mit Maxens finanzieller Hilfe, Gut Paulshof wieder aufpäppelt. Max selbst sieht sich nicht als Gutsbesitzer und will am liebsten das Erbe zurückgeben und sich auch gleich noch von Karla scheiden lassen. Doch dann erkennt er sein Unrecht und sieht, wie sehr Karla in ihren neuen Aufgaben, etwa bei der Neugestaltung der Gutsarbeiter-Wohnsiedlung, aufblüht. Die Familie beschließt, fortan hier glücklich zu werden.

## Produktionsnotizen
Die Dreharbeiten zu Himmel, wir erben ein Schloß! begannen am 21. Juli 1942 in den Hostiwar-Ateliers bei Prag, die Außenaufnahmen wurden im September desselben Jahres hergestellt. Der Film wurde am 16. April 1943 in München uraufgeführt. Die Berliner Premiere war am 9. Juni 1943 im Tauentzienpalast. Die Herstellungskosten betrugen 870.000 RM.
Ludwig Carlsen übernahm die Produktionsleitung bei dieser ersten Produktion der 1941 gegründeten Prag-Film. H. P. Adam gestaltete die Filmbauten. 
Für Anny Ondra war dies der letzte Film bis Kriegsende 1945.

## Kritiken
Boguslaw Drewniak sah in dem Film eine „anspruchslose Ehe-Komödie um eine Erbschaft“.

„… Naives Lustspiel …“